# Artūras Rimkevičius
Artūras Rimkevičius (Kaunas, 1983. április 14. – Ramučiai, 2019. szeptember 23. ) litván válogatott labdarúgó.

## Pályafutása

### Klubcsapatokban
Rimkevičius pályafutása során játszott a FK Tauras Tauragė, az FBK Kaunas, az FK Liepājas Metalurgs, az FK Silute, az FK Šiauliai, az FK Bekentas, az Atlantis FC and Asztérasz Trípolisz csapataiban is. 
2012-ben az év labdarúgója lett Litvániában, miután a bajnokságban 35 alkalommal volt eredményes, 29 mérkőzésen pályára lépve. Ezzel ő a vonatkozó mutatóban a rekorder, rajta kívül senki nem szerzett ennyi vagy ennél több gólt egy idény alatt.
2012-ben a brunei DPMM FC színeiben játszott. 2013 januárjában mindenben megegyezett a skót Heart csapatával az átigazolásáról, azonban az végül mégsem valósult meg.
2014 májusában szerződött az FC Stumbras együtteséhez, ott fejezte be a pályafutását a 2015-2016-os szezon végén. 

### A válogatottban
2010 júniusában mutatkozott be a litván válogatottban egy Lettország elleni mérkőzésen. Összesen hétszer lépett pályára címeres mezben, három gólt szerzett.

## Halála
2019. szeptember 23-án holtak találták Kaunas egyik kerületében. A sajtóhírek szerint egy pisztolyt is találtak a helyszínen, aminek következtében valószínűleg öngyilkosságot követett el.

## Sikerei, díjai
FBK Kaunas
- Litván bajnok: 2007–2008
- Litván Kupa-győztes: 2005

Metalurgs Liepāja
- Lett Kupa-győztes: 2006

A válogatottal
- Balti kupa-győztes: 2010

Egyéni elismerés
- Az év litván labdarúgója: 2012
- A litván bajnokság gólkirálya: 2012